# Caupenne-d'Armagnac
Pour les articles homonymes, voir Caupenne (homonymie) et Armagnac.
Caupenne-d'Armagnac (Caupena d'Armanhac en gascon) est une commune française située dans l'ouest du département du Gers, en région Occitanie. Sur le plan historique et culturel, la commune est dans le Bas-Armagnac, ou Armagnac noir, un pays s'inscrivant entre les vallées de l'Auzoue, la Gélise, la Douze et du Midou.
Exposée à un climat océanique altéré, elle est drainée par la Midouze, l'Izaute, le ruisseau de Saint-Aubin, le ruisseau de Hartané et par divers autres petits cours d'eau. La commune possède un patrimoine naturel remarquable : un site Natura 2000 (le « réseau hydrographique du Midou et du Ludon ») et une zone naturelle d'intérêt écologique, faunistique et floristique.
Caupenne-d'Armagnac est une commune rurale qui compte 446 habitants en 2022.  Elle fait partie de l'aire d'attraction de Nogaro. Ses habitants sont appelés les Caupennois et Caupennoises.
Le patrimoine architectural de la commune comprend un immeuble protégé au titre des monuments historiques : l'église d'Espagnet, classée en 1946.

## Géographie

### Localisation
Caupenne-d'Armagnac est une commune de Gascogne située dans l'Armagnac sur le Midouzon.

### Communes limitrophes
Les communes limitrophes sont Arblade-le-Haut, Laujuzan, Magnan, Nogaro, Panjas, Sainte-Christie-d'Armagnac et Salles-d'Armagnac.
|          | Panjas              | Salles-d'Armagnac          |
| Laujuzan | Caupenne-d'Armagnac | Sainte-Christie-d'Armagnac |
| Magnan   | Arblade-le-Haut     | Nogaro                     |

### Géologie et relief
Caupenne-d'Armagnac se situe en zone de sismicité 1 (sismicité très faible).

### Hydrographie

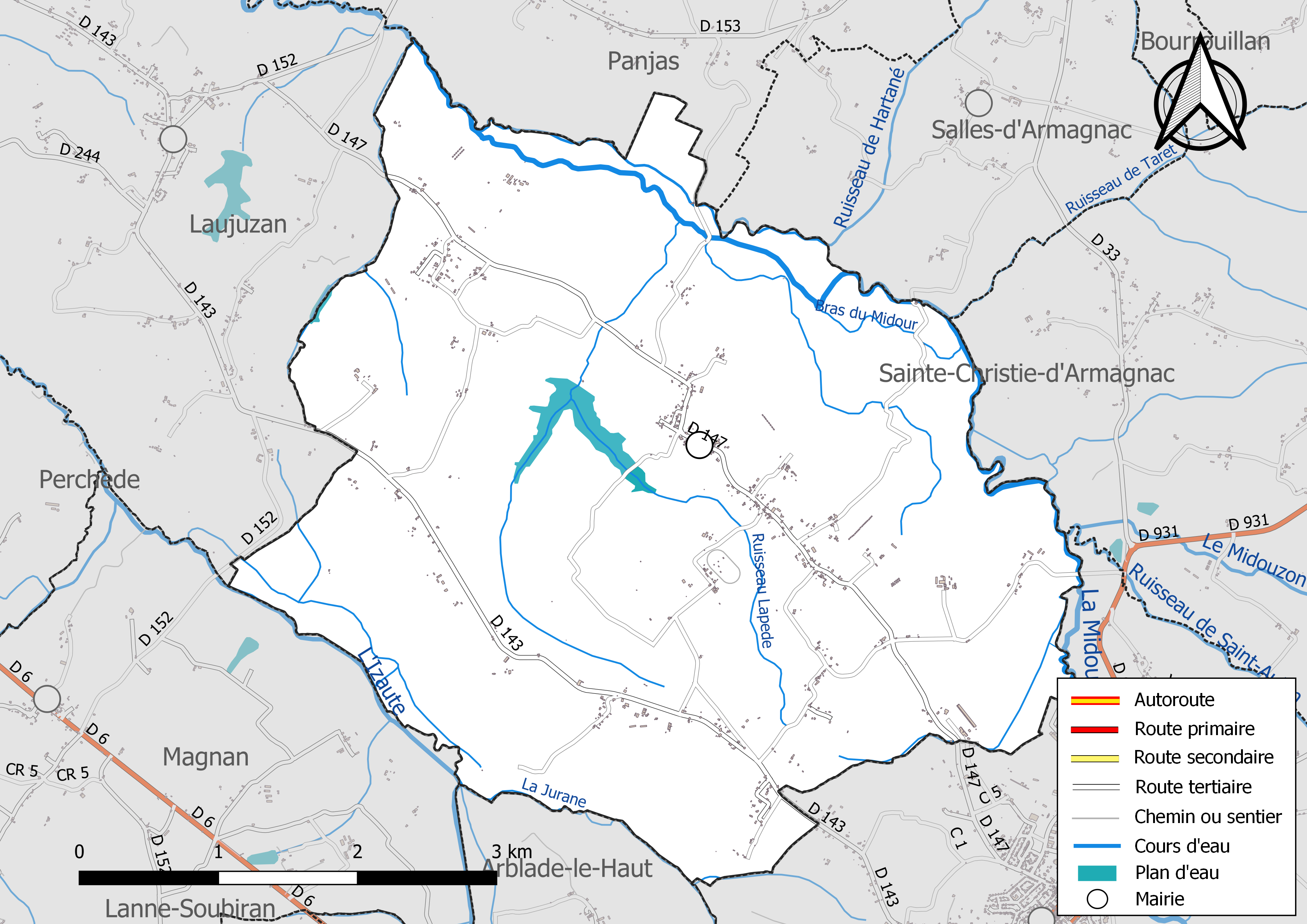
Réseaux hydrographique et routier de Caupenne-d'Armagnac.

La commune est dans le bassin de l'Adour, au sein du bassin hydrographique Adour-Garonne. Elle est drainée par la Midouze, l'Izaute, le ruisseau de Saint-Aubin, le ruisseau de Hartané, un bras du Midour, la Jurane, le ruisseau Lapede et par divers petits cours d'eau, qui constituent un réseau hydrographique de 30 km de longueur totale,.
La Midouze, d'une longueur totale de 151,5 km, prend sa source dans la commune d'Armous-et-Cau et s'écoule du sud-est vers le nord-ouest puis vers l'ouest. Elle traverse la commune et se jette dans l'Adour à Vicq-d'Auribat, après avoir traversé 46 communes.
L'Izaute, d'une longueur totale de 37,5 km, prend sa source dans la commune de Dému et s'écoule vers le nord. Il traverse la commune et se jette dans la Gélise à Castelnau d'Auzan Labarrère, après avoir traversé 11 communes.
Le ruisseau de Saint-Aubin, d'une longueur totale de 11,8 km, prend sa source dans la commune de Sabazan et s'écoule du sud-est vers le nord-ouest. Il traverse la commune et se jette dans la Midouze sur le territoire communal, après avoir traversé 7 communes.

### Climat
Pour des articles plus généraux, voir Climat de l'Occitanie et Climat du Gers.
En 2010, le climat de la commune est de type climat océanique altéré, selon une étude s'appuyant sur une série de données couvrant la période 1971-2000. En 2020, Météo-France publie une typologie des climats de la France métropolitaine dans laquelle la commune est toujours exposée à un climat océanique altéré et est dans la région climatique Aquitaine, Gascogne, caractérisée par une pluviométrie abondante au printemps, modérée en automne, un faible ensoleillement au printemps, un été chaud (19,5 °C), des vents faibles, des brouillards fréquents en automne et en hiver et des orages fréquents en été (15 à 20 jours).
Pour la période 1971-2000, la température annuelle moyenne est de 12,8 °C, avec une amplitude thermique annuelle de 14,6 °C. Le cumul annuel moyen de précipitations est de 972 mm, avec 11,3 jours de précipitations en janvier et 7,3 jours en juillet. Pour la période 1991-2020, la température moyenne annuelle observée sur la station météorologique la plus proche, située sur la commune du Houga à 9 km à vol d'oiseau, est de 13,8 °C et le cumul annuel moyen de précipitations est de 875,9 mm,. Pour l'avenir, les paramètres climatiques de la commune estimés pour 2050 selon différents scénarios d'émission de gaz à effet de serre sont consultables sur un site dédié publié par Météo-France en novembre 2022.

### Milieux naturels et biodiversité

#### Réseau Natura 2000

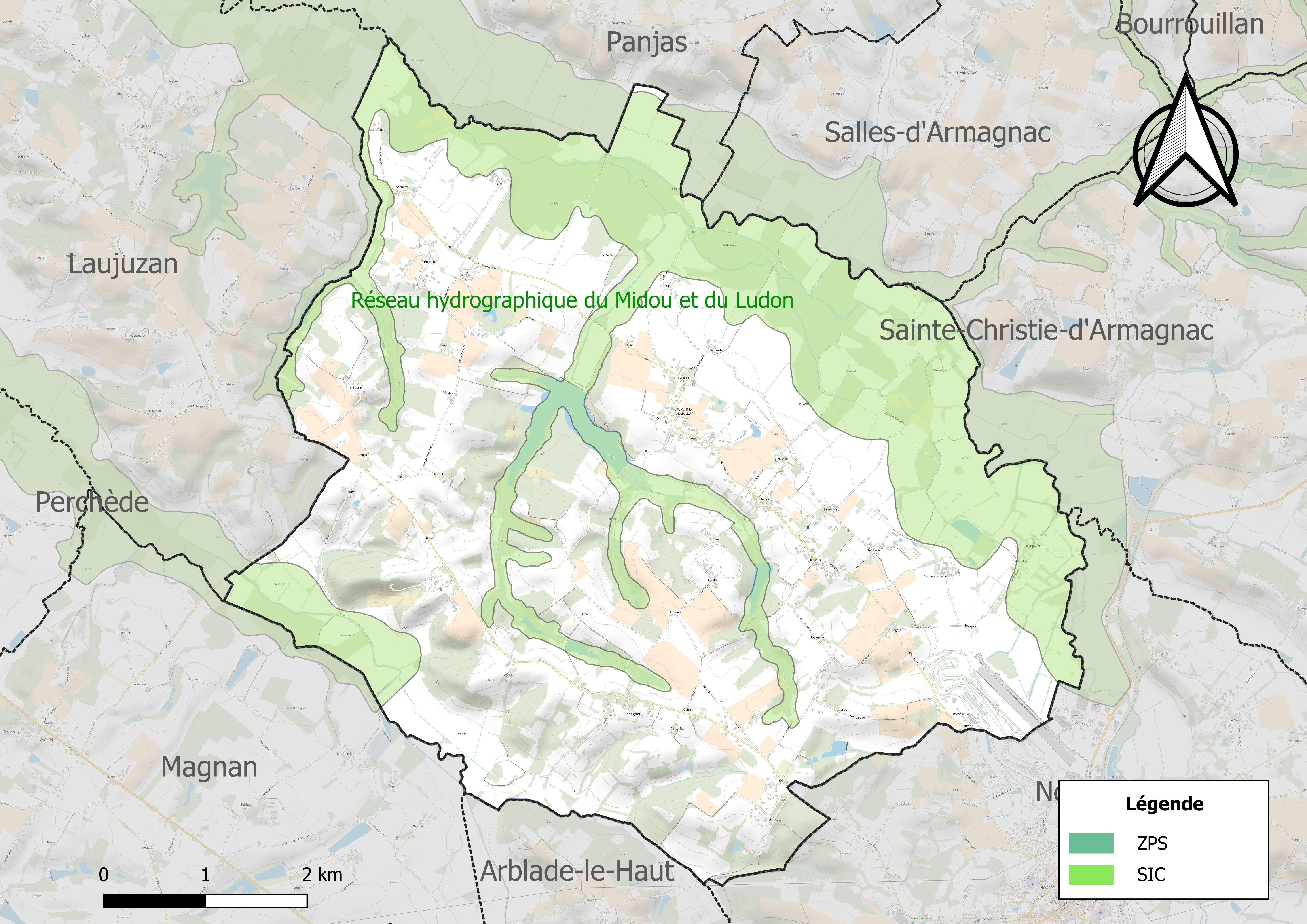
Site Natura 2000 sur le territoire communal.

Le réseau Natura 2000 est un réseau écologique européen de sites naturels d'intérêt écologique élaboré à partir des directives habitats et oiseaux, constitué de zones spéciales de conservation (ZSC) et de zones de protection spéciale (ZPS).
Un site Natura 2000 a été défini sur la commune au titre de la directive habitats : le « réseau hydrographique du Midou et du Ludon », d'une superficie de 6 542 ha, un site présentant une diversité d’habitats relativement importante, malgré une faible représentativité des habitats d’intérêt communautaire.

#### Zones naturelles d'intérêt écologique, faunistique et floristique

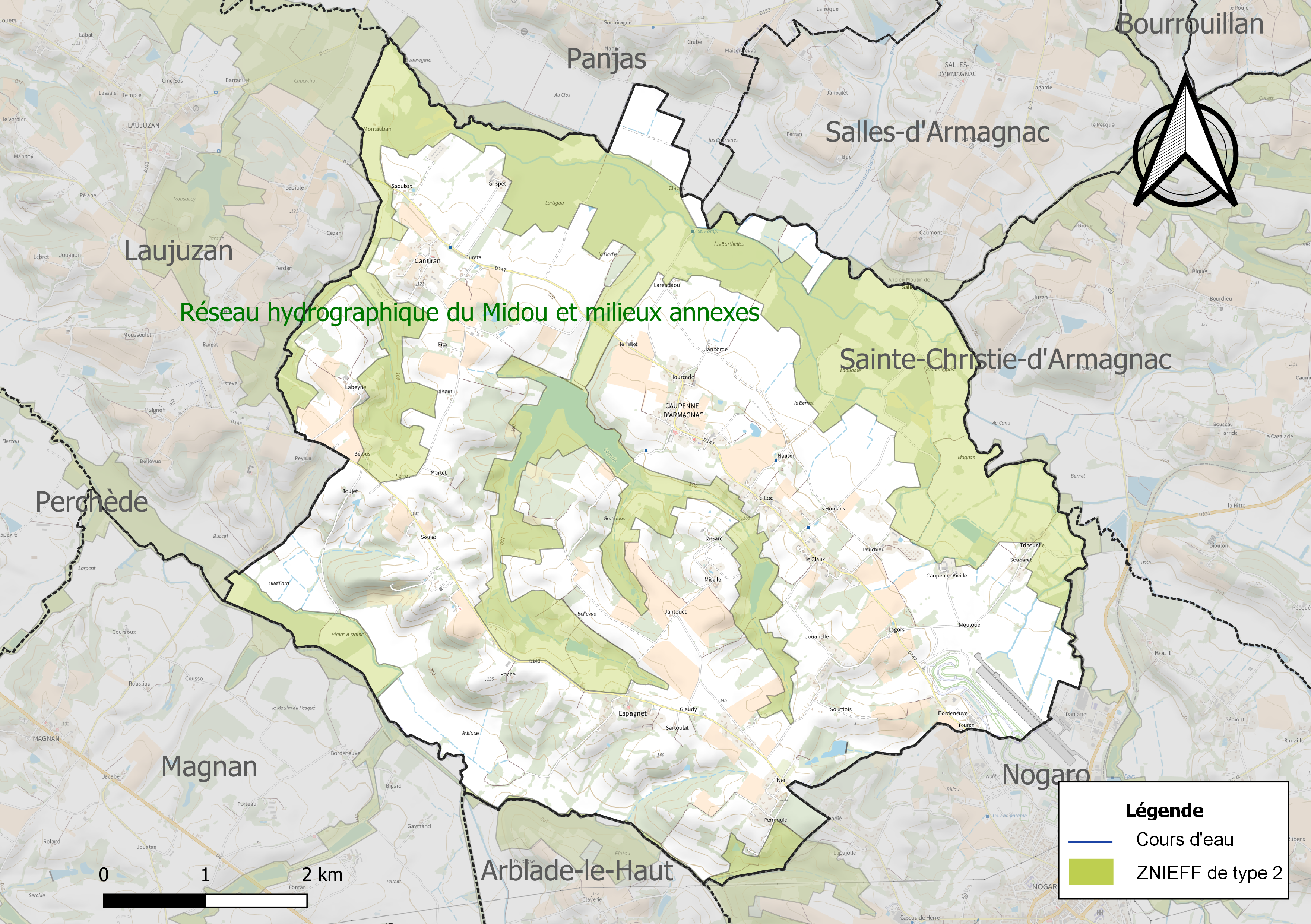
Carte de la ZNIEFF de type 2 localisée sur la commune.

L’inventaire des zones naturelles d'intérêt écologique, faunistique et floristique (ZNIEFF) a pour objectif de réaliser une couverture des zones les plus intéressantes sur le plan écologique, essentiellement dans la perspective d’améliorer la connaissance du patrimoine naturel national et de fournir aux différents décideurs un outil d’aide à la prise en compte de l’environnement dans l’aménagement du territoire.
Une ZNIEFF de type 2 est recensée sur la commune :
le « réseau hydrographique du Midou et milieux annexes » (6 344 ha), couvrant 43 communes dont 37 dans le Gers et six dans les Landes.

## Urbanisme

### Typologie
Au 1er janvier 2024, Caupenne-d'Armagnac est catégorisée commune rurale à habitat très dispersé, selon la nouvelle grille communale de densité à sept niveaux définie par l'Insee en 2022.
Elle est située hors unité urbaine. Par ailleurs la commune fait partie de l'aire d'attraction de Nogaro, dont elle est une commune de la couronne,. Cette aire, qui regroupe 18 communes, est catégorisée dans les aires de moins de 50 000 habitants,.

### Occupation des sols
L'occupation des sols de la commune, telle qu'elle ressort de la base de données européenne d’occupation biophysique des sols Corine Land Cover (CLC), est marquée par l'importance des territoires agricoles (78,7 % en 2018), en diminution par rapport à 1990 (79,9 %). La répartition détaillée en 2018 est la suivante : 
terres arables (46,3 %), zones agricoles hétérogènes (26,1 %), forêts (17,3 %), cultures permanentes (4,3 %), prairies (2,1 %), espaces verts artificialisés, non agricoles (1,5 %), eaux continentales (1,3 %), zones urbanisées (1,2 %). L'évolution de l’occupation des sols de la commune et de ses infrastructures peut être observée sur les différentes représentations cartographiques du territoire : la carte de Cassini (XVIIIe siècle), la carte d'état-major (1820-1866) et les cartes ou photos aériennes de l'IGN pour la période actuelle (1950 à aujourd'hui).

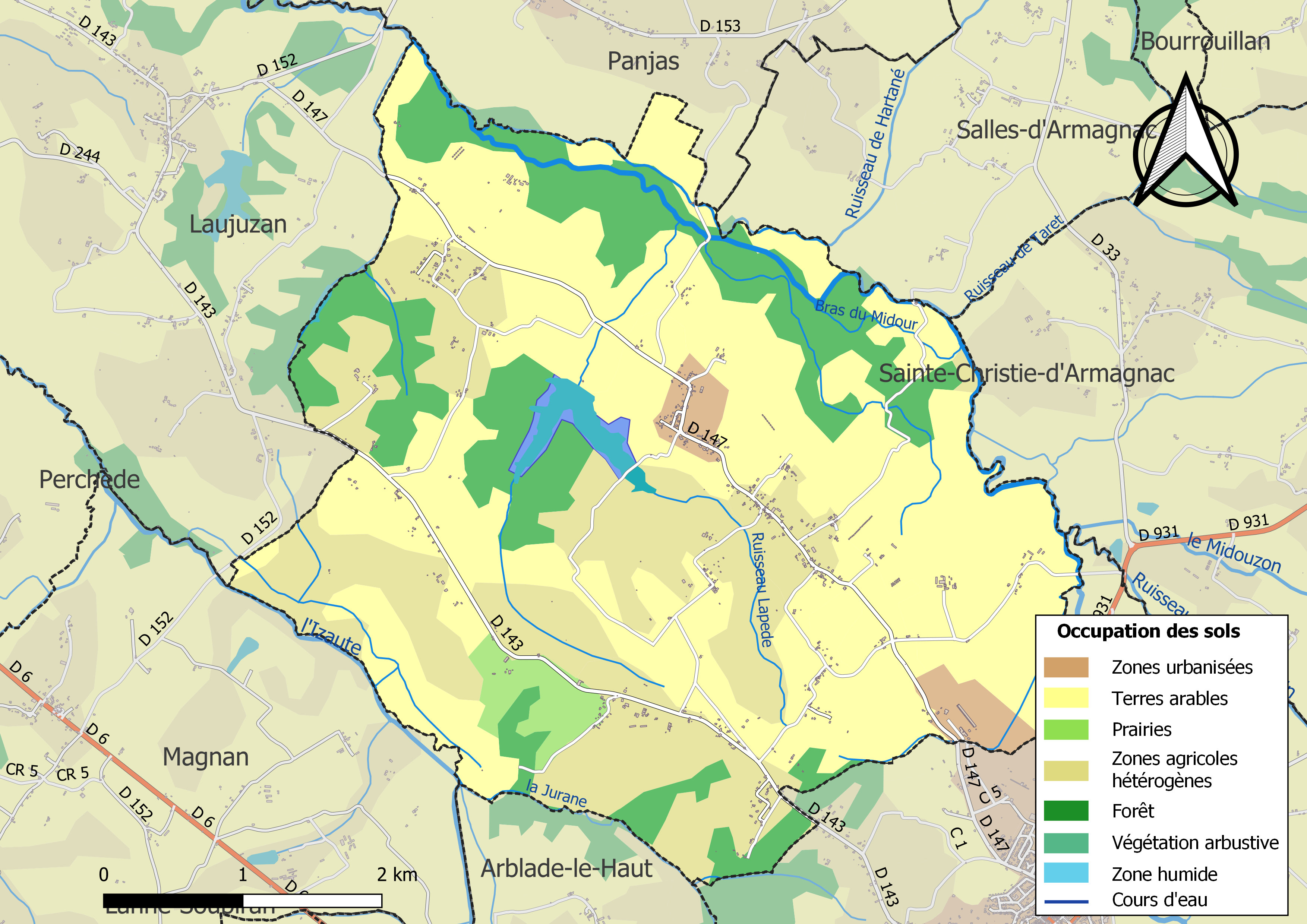
Carte des infrastructures et de l'occupation des sols de la commune en 2018 (CLC).

### Risques majeurs
Le territoire de la commune de Caupenne-d'Armagnac est vulnérable à différents aléas naturels : météorologiques (tempête, orage, neige, grand froid, canicule ou sécheresse), inondations et séisme (sismicité très faible). Il est également exposé à deux risques technologiques,  le transport de matières dangereuses et  le risque industriel. Un site publié par le BRGM permet d'évaluer simplement et rapidement les risques d'un bien localisé soit par son adresse soit par le numéro de sa parcelle.

#### Risques naturels
Certaines parties du territoire communal sont susceptibles d’être affectées par le risque d’inondation par débordement de cours d'eau, notamment la Midouze, l'Izaute et le ruisseau de Saint-Aubin. La cartographie des zones inondables en ex-Midi-Pyrénées réalisée dans le cadre du XIe Contrat de plan État-région, visant à informer les citoyens et les décideurs sur le risque d’inondation, est accessible sur le site de la DREAL Occitanie. La commune a été reconnue en état de catastrophe naturelle au titre des dommages causés par les inondations et coulées de boue survenues en 1983, 1993, 1999, 2007 et 2009,.

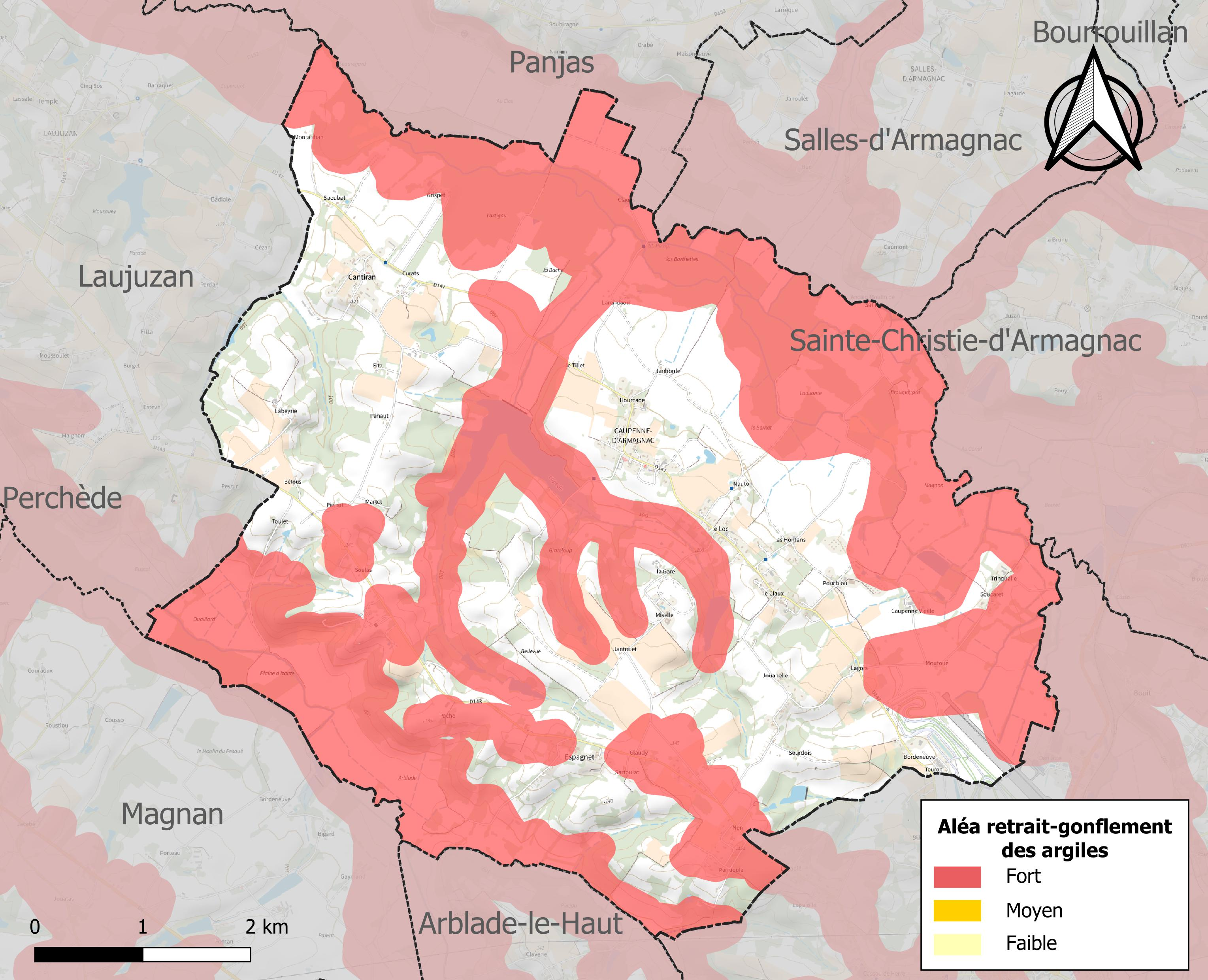
Carte des zones d'aléa retrait-gonflement des sols argileux de Caupenne-d'Armagnac.

Le retrait-gonflement des sols argileux est susceptible d'engendrer des dommages importants aux bâtiments en cas d’alternance de périodes de sécheresse et de pluie. 53,1 % de la superficie communale est en aléa moyen ou fort (94,5 % au niveau départemental et 48,5 % au niveau national). Sur les 251 bâtiments dénombrés sur la commune en 2019, 70 sont en aléa moyen ou fort, soit 28 %, à comparer aux 93 % au niveau départemental et 54 % au niveau national. Une cartographie de l'exposition du territoire national au retrait gonflement des sols argileux est disponible sur le site du BRGM,.
Par ailleurs, afin de mieux appréhender le risque d’affaissement de terrain, l'inventaire national des cavités souterraines permet de localiser celles situées sur la commune.
Concernant les mouvements de terrains, la commune a été reconnue en état de catastrophe naturelle au titre des dommages causés par la sécheresse en 1989, 1996 et 2011 et par des mouvements de terrain en 1999.

#### Risques technologiques
La commune est exposée au risque industriel du fait de la présence sur son territoire d'une entreprise soumise à la directive européenne SEVESO.
Le risque de transport de matières dangereuses sur la commune est lié à sa traversée par des infrastructures routières ou ferroviaires importantes ou la présence d'une canalisation de transport d'hydrocarbures. Un accident se produisant sur de telles infrastructures est en effet susceptible d’avoir des effets graves au bâti ou aux personnes jusqu’à 350 m, selon la nature du matériau transporté. Des dispositions d’urbanisme peuvent être préconisées en conséquence.

## Politique et administration

### Liste des maires

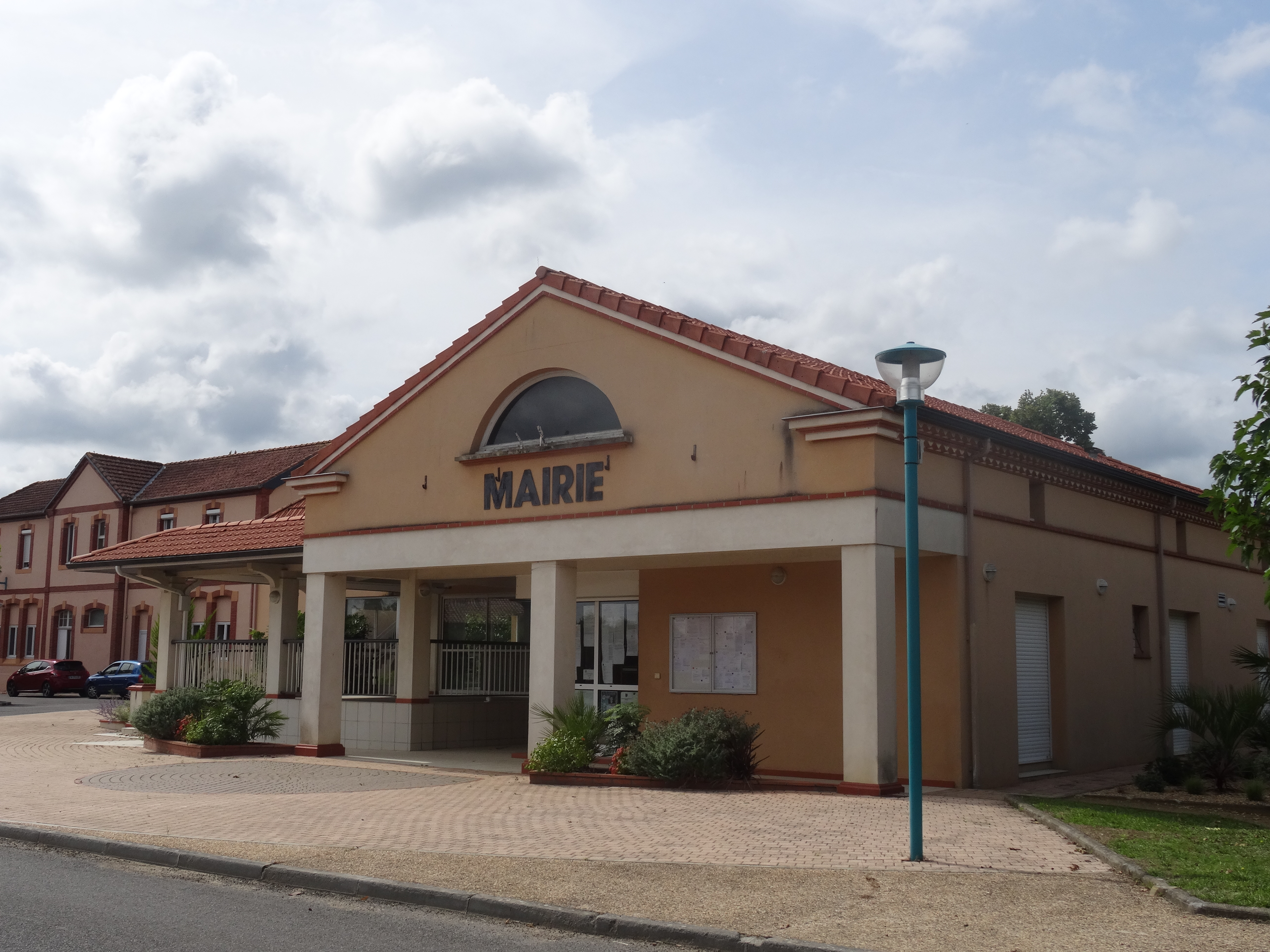
La mairie.

| Période                                  | Période  | Identité            | Étiquette | Qualité         |
| ---------------------------------------- | -------- | ------------------- | --------- | --------------- |
| mars 2001                                | 2014     | Philippe Bezerra    |           |                 |
| mars 2014                                | En cours | Patrick Guichebarou | DVG       | Agent technique |
| Les données manquantes sont à compléter. |          |                     |           |                 |

## Population et société

### Démographie
L'évolution du nombre d'habitants est connue à travers les recensements de la population effectués dans la commune depuis 1793. Pour les communes de moins de 10 000 habitants, une enquête de recensement portant sur toute la population est réalisée tous les cinq ans, les populations de référence des années intermédiaires étant quant à elles estimées par interpolation ou extrapolation. Pour la commune, le premier recensement exhaustif entrant dans le cadre du nouveau dispositif a été réalisé en 2006.

En 2022, la commune comptait 446 habitants, en évolution de +3,48 % par rapport à 2016 (Gers : +1,04 %, France hors Mayotte : +2,11 %).
| 1793 | 1800 | 1806 | 1821 | 1831 | 1841 | 1846 | 1851 | 1856 |
| ---- | ---- | ---- | ---- | ---- | ---- | ---- | ---- | ---- |
| 302  | 312  | 286  | 328  | 752  | 696  | 728  | 722  | 785  |

| 1861 | 1866 | 1872 | 1876 | 1881 | 1886 | 1891 | 1896 | 1901 |
| ---- | ---- | ---- | ---- | ---- | ---- | ---- | ---- | ---- |
| 748  | 720  | 695  | 697  | 712  | 692  | 666  | 652  | 616  |

| 1906 | 1911 | 1921 | 1926 | 1931 | 1936 | 1946 | 1954 | 1962 |
| ---- | ---- | ---- | ---- | ---- | ---- | ---- | ---- | ---- |
| 554  | 532  | 450  | 467  | 462  | 451  | 415  | 428  | 437  |

| 1968 | 1975 | 1982 | 1990 | 1999 | 2006 | 2011 | 2016 | 2021 |
| ---- | ---- | ---- | ---- | ---- | ---- | ---- | ---- | ---- |
| 404  | 363  | 351  | 357  | 377  | 427  | 425  | 431  | 440  |

| 2022 | - | - | - | - | - | - | - | - |
| ---- | - | - | - | - | - | - | - | - |
| 446  | - | - | - | - | - | - | - | - |

### Sports
- Le circuit Paul Armagnac, souvent appelé circuit de Nogaro, est un circuit automobile situé sur la commune de Nogaro ainsi que sur celle de Caupenne-d'Armagnac, au sud-ouest du village.
- Le 27 octobre 2022, il est annoncé que la 4e étape du Tour de France 2023 disputée le 4 juillet partira de Dax et arrivera sur le circuit[33], avec la ligne d'arrivée qui sera installée sur la section du circuit située sur la commune de Caupenne-d'Armagnac[34]. Le souhait des organisateurs de la course est de saluer la mémoire de Luis Ocaña, vainqueur de l'épreuve en 1973 soit cinquante ans auparavant, et qui avait installé son exploitation agricole à Caupenne-d'Armagnac[35].

## Économie

### Revenus
En 2018  (données Insee publiées en septembre 2021), la commune compte 190 ménages fiscaux, regroupant 417 personnes. La médiane du revenu disponible par unité de consommation est de 21 600 € (20 820 € dans le département).

### Emploi
|                | 2008  | 2013  | 2018  |
| -------------- | ----- | ----- | ----- |
| Commune        | 3,5 % | 5,2 % | 6,2 % |
| Département    | 6,1 % | 7,5 % | 8,2 % |
| France entière | 8,3 % | 10 %  | 10 %  |

En 2018, la population âgée de 15 à 64 ans s'élève à 259 personnes, parmi lesquelles on compte 75,2 % d'actifs (69 % ayant un emploi et 6,2 % de chômeurs) et 24,8 % d'inactifs,. Depuis 2008, le taux de chômage communal (au sens du recensement) des 15-64 ans est inférieur à celui de la France et du département.
La commune fait partie de la couronne de l'aire d'attraction de Nogaro, du fait qu'au moins 15 % des actifs travaillent dans le pôle,. Elle compte 72 emplois en 2018, contre 80 en 2013 et 73 en 2008. Le nombre d'actifs ayant un emploi résidant dans la commune est de 180, soit un indicateur de concentration d'emploi de 40,2 % et un taux d'activité parmi les 15 ans ou plus de 52,5 %.
Sur ces 180 actifs de 15 ans ou plus ayant un emploi, 57 travaillent dans la commune, soit 32 % des habitants. Pour se rendre au travail, 87 % des habitants utilisent un véhicule personnel ou de fonction à quatre roues, 5,3 % s'y rendent en deux-roues, à vélo ou à pied et 7,6 % n'ont pas besoin de transport (travail au domicile).

### Activités hors agriculture

#### Secteurs d'activités
51 établissements sont implantés  à Caupenne-d'Armagnac au 31 décembre 2019. Le tableau ci-dessous en détaille le nombre par secteur d'activité et compare les ratios avec ceux du département,.
| Secteur d'activité                                                                                        | Commune | Commune | Département |
| Secteur d'activité                                                                                        | Nombre  | %       | %           |
| --- | ------- | ------- | ----------- |
| Ensemble                                                                                                  | 51      | 100 %   | (100 %)     |
| Industrie manufacturière, industries extractives et autres                                                | 22      | 43,1 %  | (12,3 %)    |
| Construction                                                                                              | 3       | 5,9 %   | (14,6 %)    |
| Commerce de gros et de détail, transports, hébergement et restauration                                    | 10      | 19,6 %  | (27,7 %)    |
| Information et communication                                                                              | 2       | 3,9 %   | (1,8 %)     |
| Activités financières et d'assurance                                                                      | 1       | 2 %     | (3,5 %)     |
| Activités immobilières                                                                                    | 2       | 3,9 %   | (5,2 %)     |
| Activités spécialisées, scientifiques et techniques et activités de services administratifs et de soutien | 7       | 13,7 %  | (14,4 %)    |
| Administration publique, enseignement, santé humaine et action sociale                                    | 1       | 2 %     | (12,3 %)    |
| Autres activités de services                                                                              | 3       | 5,9 %   | (8,3 %)     |

Le secteur de l'industrie manufacturière, des industries extractives et autres est prépondérant sur la commune puisqu'il représente 43,1 % du nombre total d'établissements de la commune (22 sur les 51 entreprises implantées  à Caupenne-d'Armagnac), contre 12,3 % au niveau départemental.

#### Entreprises et commerces
L'entreprise ayant son siège social sur le territoire communal qui génère le plus de chiffre d'affaires en 2020 est : 
- Absolu, commerce de détail d'habillement en magasin spécialisé (876 k€)

### Agriculture
La commune est dans le Bas-Armagnac, une petite région agricole occupant une partie ouest du département du Gers. En 2020, l'orientation technico-économique de l'agriculture  sur la commune est la polyculture et/ou le polyélevage.
|               | 1988  | 2000  | 2010  | 2020  |
| ------------- | ----- | ----- | ----- | ----- |
| Exploitations | 47    | 34    | 22    | 25    |
| SAU (ha)      | 1 394 | 1 649 | 1 395 | 1 571 |

Le nombre d'exploitations agricoles en activité et ayant leur siège dans la commune est passé de 47 lors du recensement agricole de 1988  à 34 en 2000 puis à 22 en 2010 et enfin à 25 en 2020, soit une baisse de 47 % en 32 ans. Le même mouvement est observé à l'échelle du département qui a perdu pendant cette période 51 % de ses exploitations,. La surface agricole utilisée sur la commune a quant à elle augmenté, passant de 1 394 ha en 1988 à 1 571 ha en 2020. Parallèlement la surface agricole utilisée moyenne par exploitation a augmenté, passant de 30 à 63 ha.

## Culture locale et patrimoine

### Lieux et monuments
- Église Saint-Martin de Caupenne-d'Armagnac du XIXe siècle.
- Église Saint-Pierre d'Espagnet. Le portail nord est classé au titre objet des monuments historiques depuis 1946[41]. Huit objets sont référencés dans la base Palissy (voir les notices liées)[41].
- Église Saint-Jacques de Cantiran.
- Monument aux morts.

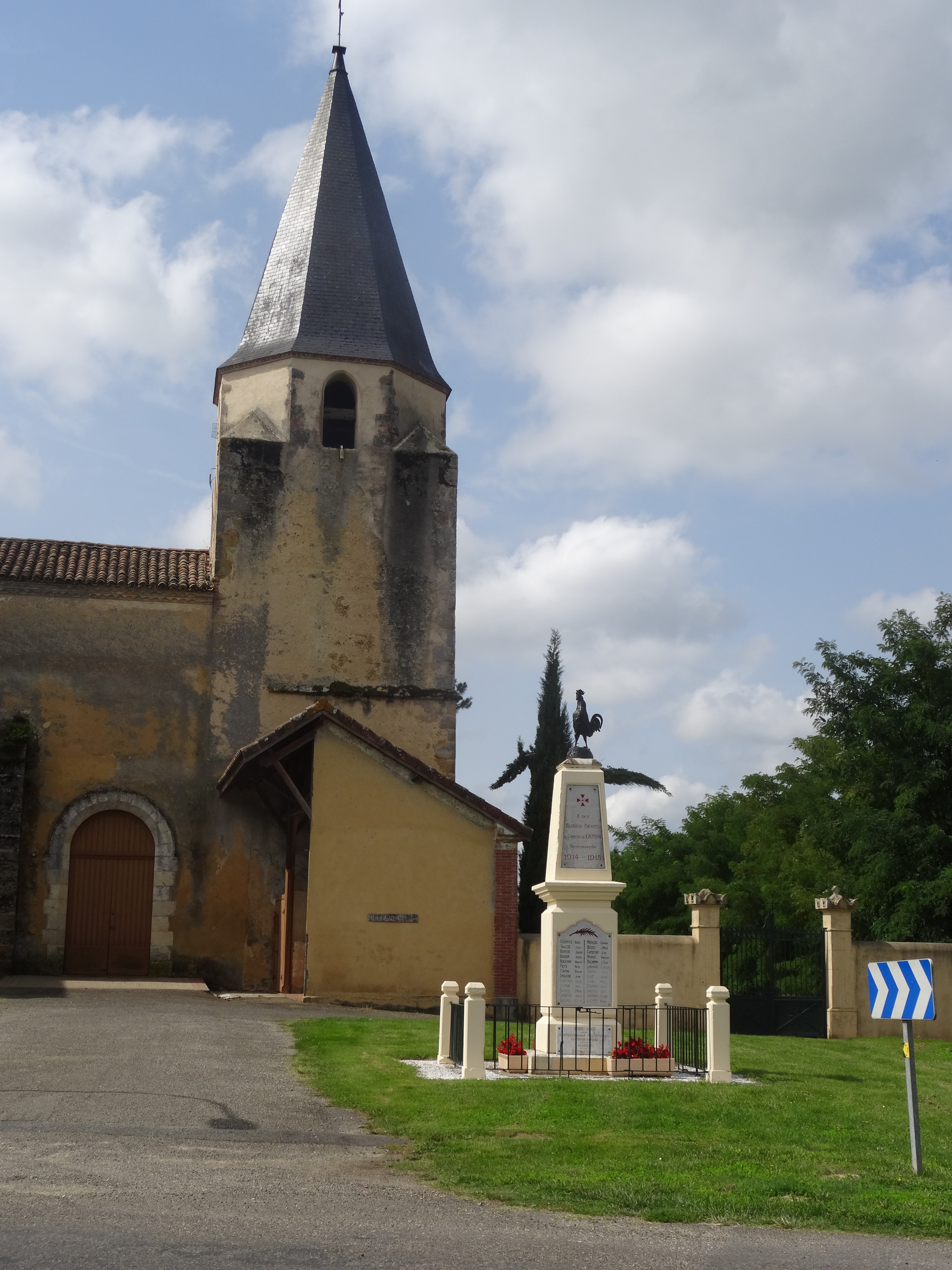
Église et monument aux morts
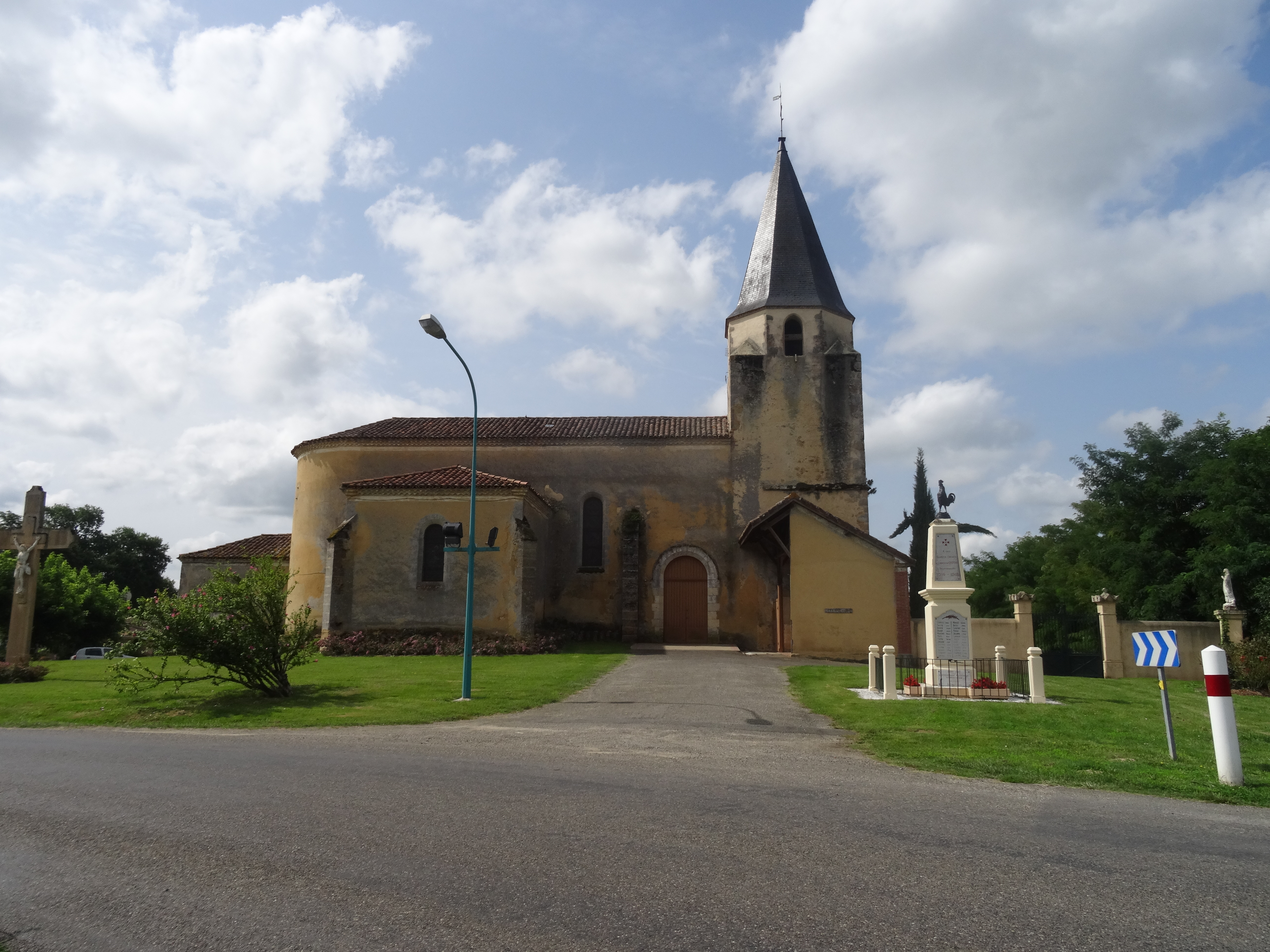
Église Saint-Martin
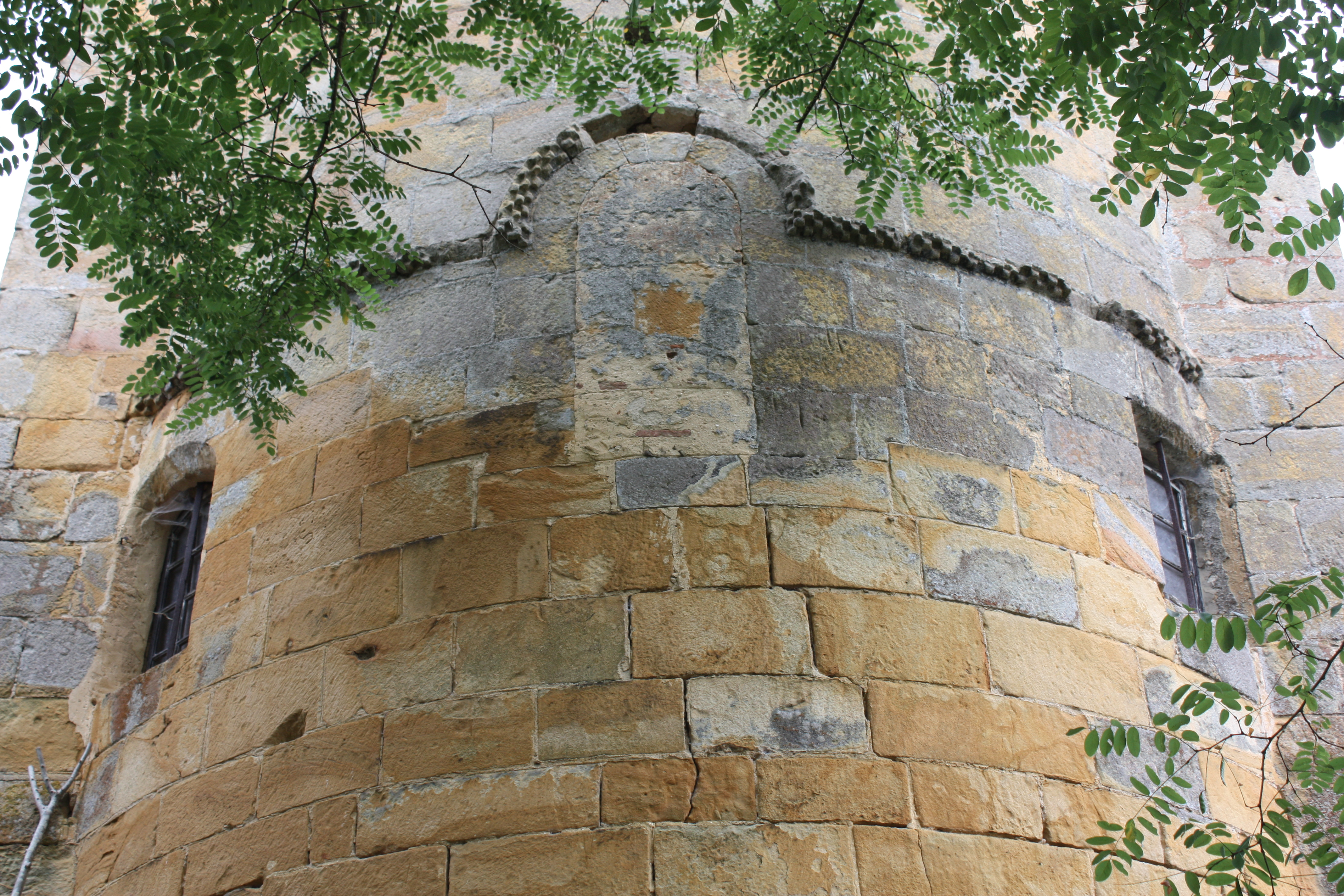
Église Saint-Pierre d'Espagnet
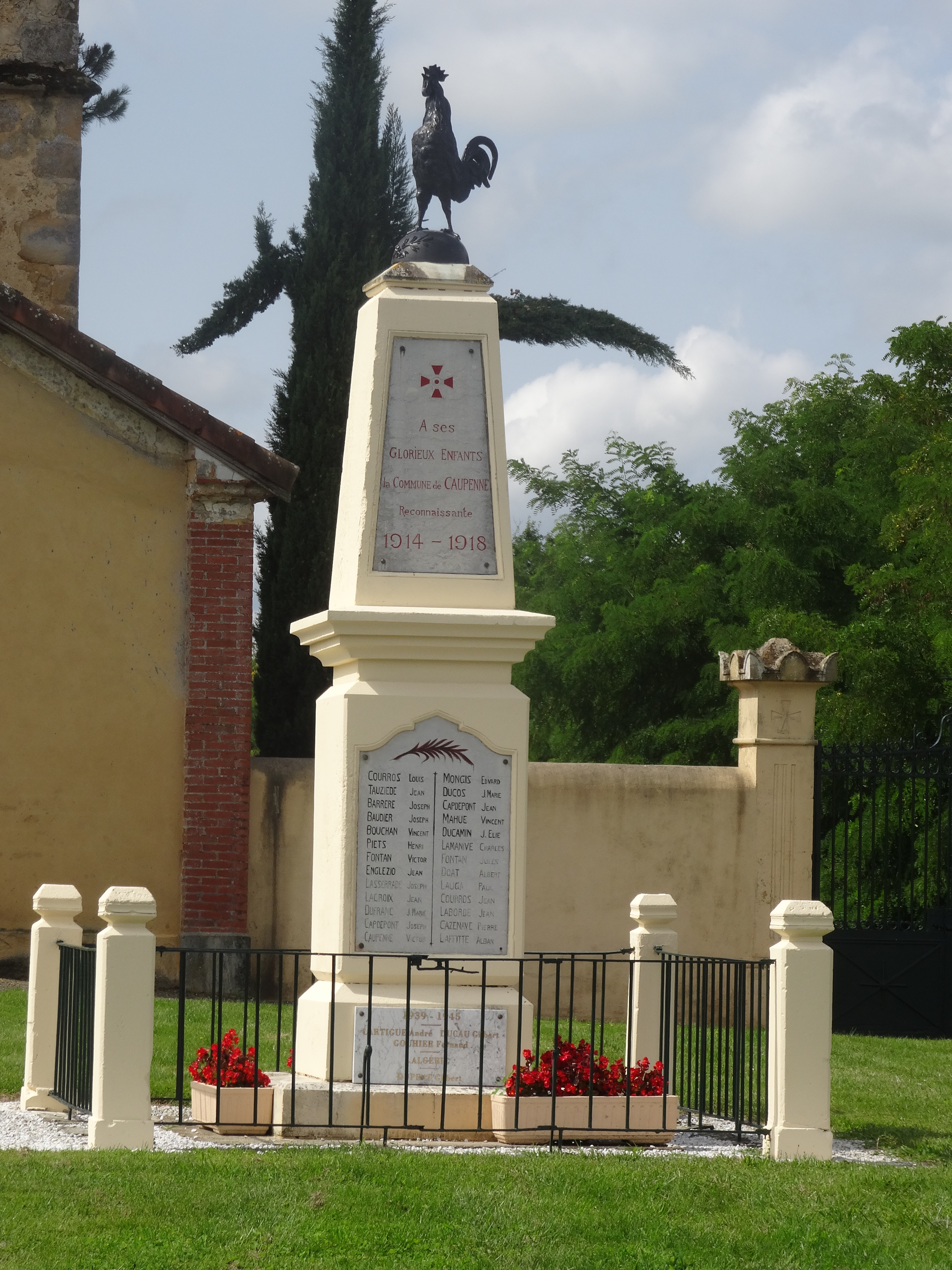
Monument aux morts
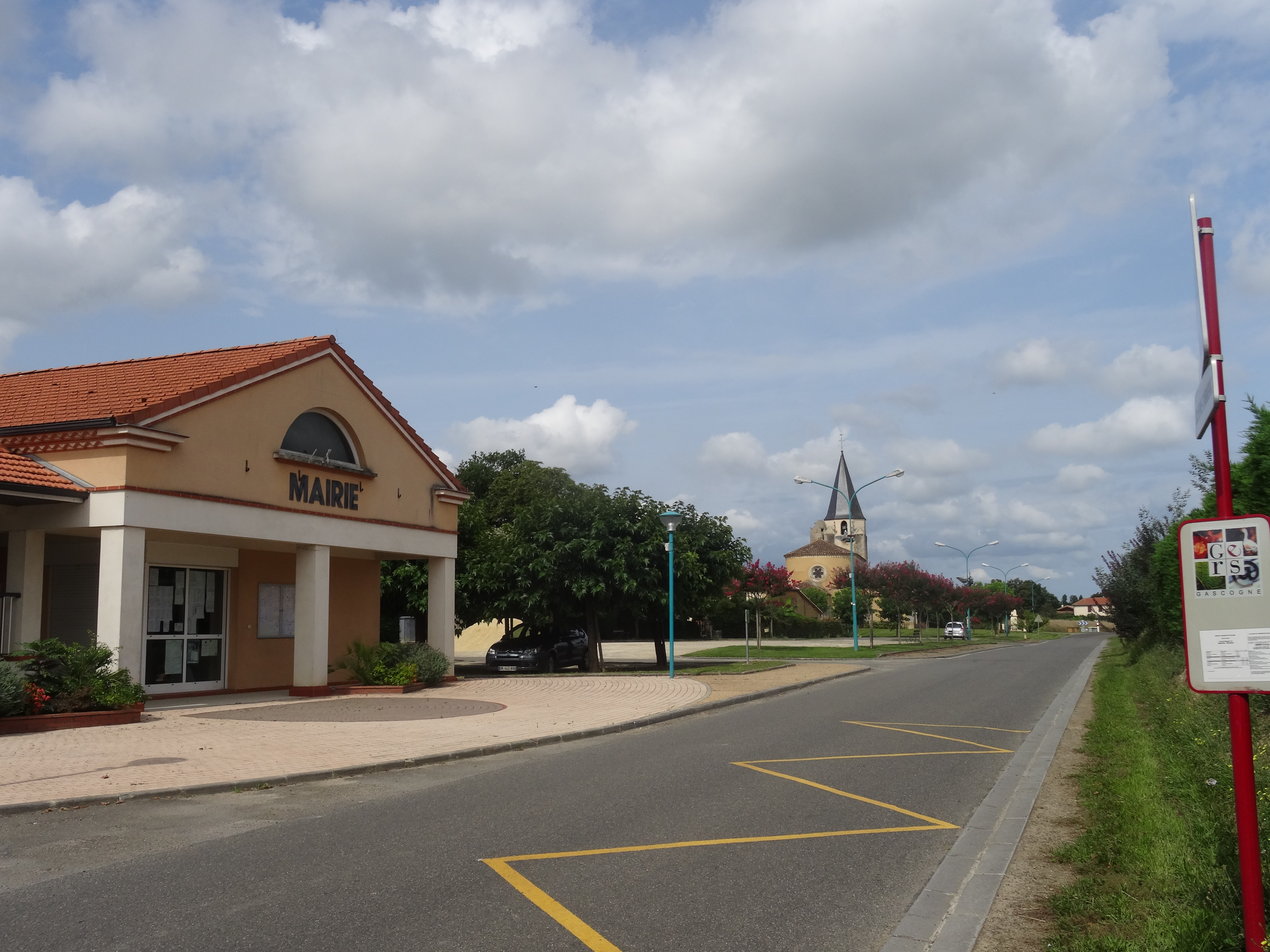
D147 - Traversée du village

### Personnalités liées à la commune
- Luis Ocaña : coureur cycliste espagnol (y devient exploitant agricole à la fin de sa carrière sportive).

### Héraldique
| Blason de Caupenne-d'Armagnac | Blason  | Écartelé: au 1er parti au I mi-parti de gueules à la croix cléchée, vidée et pommetée de douze pièces d'or, au II de gueules à quatre pals d'or et embrassé à senestre de gueules, au 2e d'azur au lion cousu de gueules, au 3e d'azur au rameau de chêne cousu de sinople, au 4e de gueules à la grappe de raisin d'or feuillée de deux pièces du même. |
| Blason de Caupenne-d'Armagnac | Détails | Le statut officiel du blason reste à déterminer. |